# Alfarería en Guipúzcoa

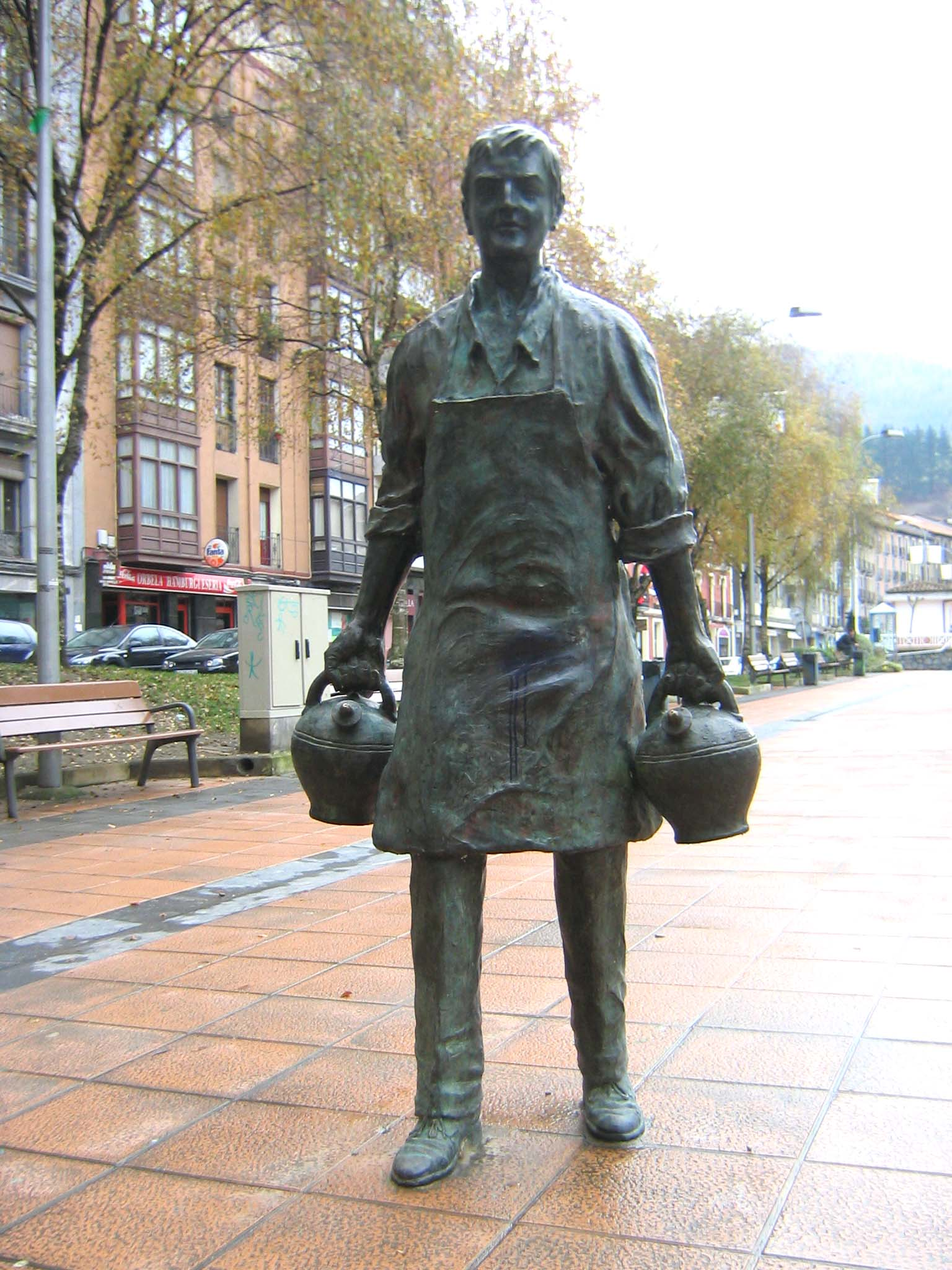
Estatua en Eibar, dedicada al "botijero", muchacho que llevaba agua en botijos a los talleres de la población.

La alfarería en Guipúzcoa (España) ofrece los mismos rasgos esenciales y comunes producidos en el País Vasco, desde la elaboración de cacharrería típica de la región, como la  pedarra (el original cántaro con forma de tetera), la jarra para txacolí o las pipas de barro; hasta el característico vidriado con barniz blanco conseguido por la calcinación de estaño, plomo y arena. Entre los estudios etnológicos con más solera destancan los de Telesforo Aranzadi, José Miguel de Barandiarán, o más recientemente, los de o Enrique Ibabe y Leandro Silván.

## Focos alfareros
A pesar de la escasa tradición de los oficios alfareros en Guipúzkoa, cuyos artesanos preferían tallar la madera o forjar el metal, funcionaron numerosos hornos y algunos alfares documentados como el de Azkoitia, datado ya en 1775. En general, sin embargo, la cacharrería se importaba de Álava, donde los barros y la producción era mayor.

Cegama, al sur de Guipúzcoa, en el límite de Vizcaya con Álava, produjo loza blanca entre finales del siglo XVII a mediados del XX. Así lo recoge el Diccionario geográfico-estadístico-histórico  de Madoz, citando dos fábricas de loza ordinaria. Estudios del siglo XXI documentan como últimos alfareros de la localidad a Gregorio Aramendi Arregui y Martín Azurmendi.
En Azcoitia, se documenta la existencia desde 1757 de una ollería en el caserío de Jausoro, a cargo del alfarero navarro Juan Quende, que procedía de Lizarra. Así se documenta en los avisos de la correspondiente Sociedad de Amigos del País, quienes para impulsar alfarerías y tejerías, hacían recomendaciones institucionales como esta:
«Que, para el establecimiento de las alfarerías, haga la Diputación reconocer el terreno por persona inteligente de su satisfacción y tome después las providencias correspondientes a la erección de ellas, procurando quitar a los naturales la aprensión que tienen de que semejantes oficios desdicen de la nobleza; dándoles a entender, que nada pierden, por ocuparse en ellos, para ser admitidos a los honoríficos. Que para estimular a los hijos de Guipúzcoa a trabajar teja y ladrillos...serían medios conducentes que en los arrendamientos sean preferidos los naturales, igualmente hábiles que los extranjeros...»
También se mencionan como focos alfareros los de Azpeitia y Arechavaleta.
Al contrario que en otros territorios españoles donde ha tendido a desaparecer, aquí el oficio alfarero, en un contexto de ceramistas creativos, ha abierto focos de producción notables en talleres de San Sebastián, Fuenterrabía, Irún, Tolosa, o Zarauz.

## Fábricas de loza

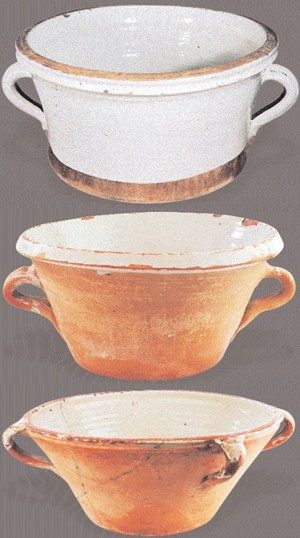
Tres modelos o tipos de barreños (lurrapila, lurrapilla, lebrillo) de la típica loza blanca del Norte de España. Ejemplares fabricados en el y en el País Vasco.

Con una producción similar a la de otros emporios cerámicos vascos, como la fábrica de loza fina de "San Mamés", o la loza ordinaria salida de la Casa de Misericordia de capital vizcaína; también se documentan ingenios dedicados a la fabricación de loza doméstica popular en el territorio provincial guipuzcoano, como el citado de Cegama
En el catálogo de cacharros de producción más habitual están: tazas y tazones, platos (platerak), jarras (pitxarra), barreños (lurraspila), potes, bebederos para animales, mantequeras (gantza-eltzeak), botijos (txongila). Todas ellas esmaltadas de blanco por dentro y ocasionalmente con un mandil exterior.